# Jan Tut
Jan Tut (eigentlich Johann Georg Christian von Seggern, * 30. Juni 1846 in Delmenhorst; † 6. März 1931 ebenda) war Zigarrenmacher, Delmenhorster Original und letzter Nachtwächter der Delmestadt.

## Biografie

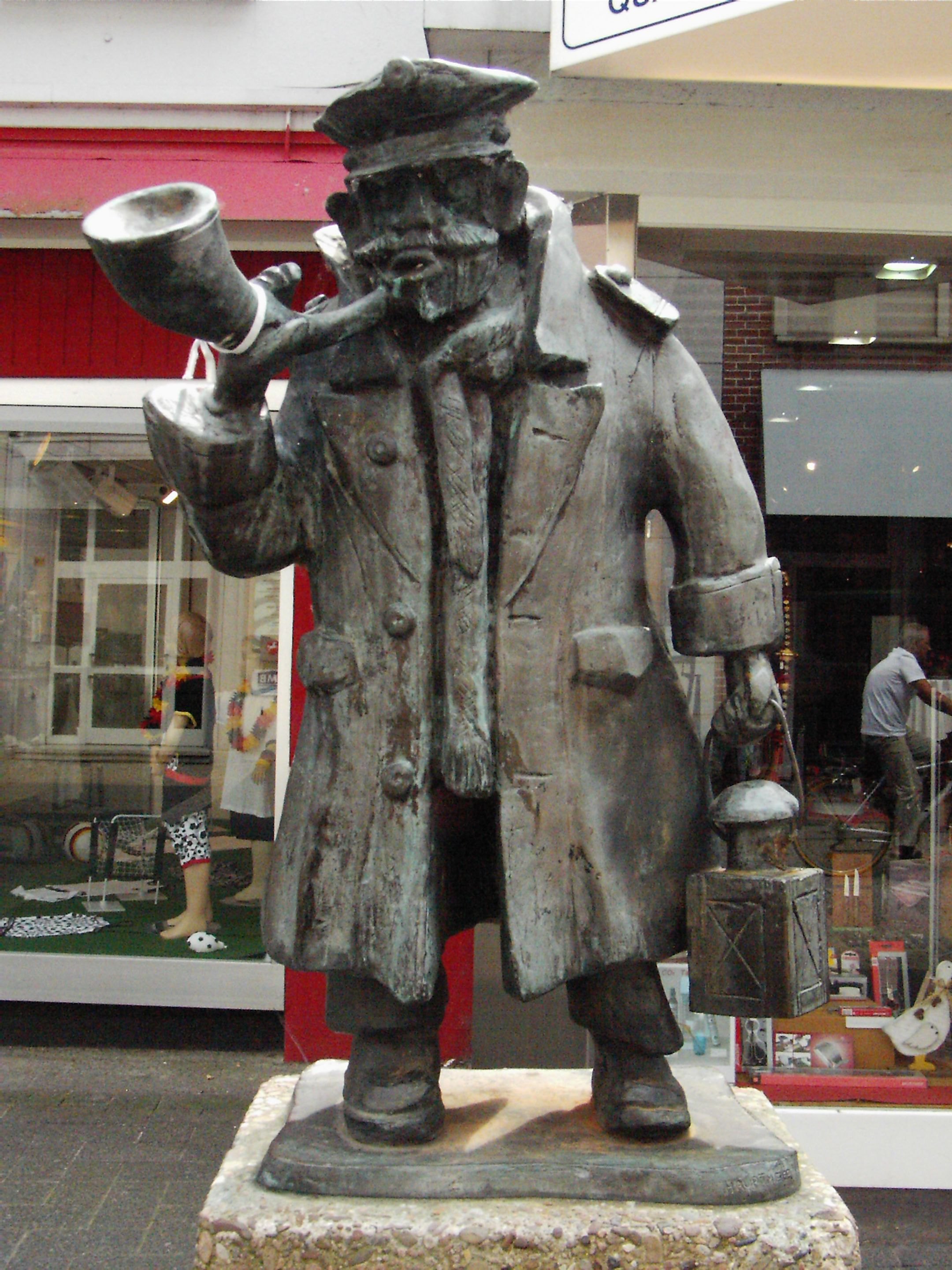
Jan Tut-Denkmal in Delmenhorst, Lange Straße

Von Seggern bewohnte ein kleines Haus in der Kleinen Kirchstraße (heute: Schulstraße), über seine Familie und Ausbildung ist nicht viel bekannt. Er erlernte den in Delmenhorst nicht seltenen Beruf des Zigarrenmachers und übernahm die Aufgaben des städtischen Nachtwächters. Dazu gehörte das bekannte Ausrufen der Stunden, was von Seggern mithilfe eines Horns tat: In Delmenhorst musste der Nachtwächter die Stunden „ausblasen“ (plattdeutsch: „tuten“). Zusammen mit der plattdeutschen Kurzform des Namens Johann entstand so der Spitzname Jan Tut.
Zeitweilig war er auch für das Anzünden der Straßenlaternen in der Stadt zuständig. Da sich Jugendliche immer wieder einen Spaß daraus machten, dem Nachtwächter in einiger Entfernung zu folgen und die Lampen auszublasen, ging bald das Gerücht um, Jan Tut würde das für die Lampen erforderliche Petroleum trinken. Da von Seggern die häufige nächtliche Dunkelheit dem für die Beleuchtung der Stadt verantwortlichen Ratsherrn Langemann nicht schlüssig erklären konnte, wurde er dieser Aufgabe wieder enthoben.
Eine weitere Aufgabe war das Ausrufen der Polizeistunde in den Gaststätten, was besonders an den Wochenenden nicht so ganz leicht war, zumal Jan Tut in dem Ruf stand, dem Alkohol nicht abgeneigt zu sein.

Einwohnerentwicklung in Delmenhorst

Wahrscheinlich musste von Seggern die Aufgabe des Nachtwächters im Jahr 1898 abgeben; er wurde seiner Amtspflichten enthoben, als er mit zunehmendem Alter seine Pflichten mehr und mehr vernachlässigte und seine körperliche Hygiene stark nachließ. Er überschrieb der Stadt sein Wohnhaus, die sich im Gegenzug um seine Altersversorgung kümmerte. Von Seggern starb am 6. März 1931 im Peter-Elisabeth-Krankenhaus in Delmenhorst.
Zu Lebzeiten von Seggerns vervielfachten sich die Delmenhorster Einwohnerzahlen geradezu explosionsartig – von 2409 im Jahre 1846 auf ca. 30.000 im Jahr 1931, was seine Aufgabe sicherlich nicht leichter machte.
Im August 1983 wurde in Delmenhorst, Lange Straße um Nr. 46 / Höhe Schulstraße, ein kleines Denkmal für das städtische Original errichtet. Die etwa 80 cm hohe Bronze-Skulptur, die von Wolfgang Hauptmeier gestaltet wurde, zeigt Jan Tut mit dem Horn am Mund und einer Laterne in der Hand.

## Jan-Tut-Anekdoten
Die jungen Leute in Delmenhorst kannten von Seggerns Vorliebe für Bier, und so boten sie ihm oft an: „Jan, ick spendier ’nen Halben (Liter Bier), wenn du mi mal tuten lässt“. Jan ließ sich gern darauf ein, erlaubte aber stets „nur eenmal“ (nur einmal), damit die Bewohner der Stadt nicht mit der Zeit durcheinander kämen. Natürlich bliesen die jungen Leute mehrfach, und so musste Jan Tut den Fehler selbst wieder ausmerzen, was er stets mit den Worten kommentiert haben soll: „Oh, Gott, oh Gott, nu mut ick woller die ganze Strat entlang ropen ‚hätt tein schlahn‘, anners meent de Lüe, dat weer al olben“. (Oh, Gott, oh, Gott, nun muss ich wieder die Straße entlang rufen ‚es hat zehn geschlagen‘, sonst meinen die Leute, es wäre schon elf).
Bei einem seiner Rundgänge soll Jan Tut einmal einen stadtbekannten Zigarrenmacher schlafend auf der Langen Straße liegend gefunden haben, dem die Saufkumpane Haare und Vollbart abrasiert hatten, nachdem er weinselig eingeschlafen war. Jan erkannte ihn nicht und schleppte ihn ins Spritzenhaus, wo der Gefangene auf seine Übergabe an einen Gendarm warten sollte. Als der Zigarrenmacher am nächsten Morgen verkatert aufwachte und seine Situation erkannte, versuchte er jammernd, Jan Tut klarzumachen, wer er war, doch Jan erkannte ihn nicht. Er ließ jedoch die Frau des Zigarrenmachers kommen, die kurz nach ihrem Eintreffen erklärte: „Giv’n mi man mit“ (Gib ihn mir ruhig mit).
Auch das Durchsetzen der Polizeistunde war für Jan Tut nicht immer leicht. Besonders am Wochenende soll es regelmäßig vorgekommen sein, dass ihm in den Gaststätten auf seinen Ruf „Im Namen des Gesetzes, ich gebiete Feierabend!“ entgegen schallte: „Komm, drink ’nen Lüttjen, wi sind glieks so wit, wi wüllt na Hus“ (Komm, trink einen Kleinen, wir sind gleich so weit, wir wollen nach Hause). Das konnten damals auch Amtspersonen nicht abschlagen, und so trank der Nachtwächter den „Lüttjen“ und ging mit der Bemerkung „ick komm bald wedder“ (ich komme bald wieder) zur nächsten Gaststätte, um den Feierabend auszurufen. Dieses Spiel wiederholte sich so lange, bis der Nachtwächter nicht mehr an die Polizeistunde dachte.

## Jan Tut heute
Der Delmenhorster Ortwin Zielke stellt heute bei seinen Stadtführungen in Delmenhorst den Nachtwächter Jan Tut dar, zeigt historische Ecken und berichtet Amüsantes und Interessantes über die Stadt und ihren Nachtwächter.